# Studna na Anenském náměstí
Studna na Anenském náměstí v Praze - Starém Městě zdobí místo, které bylo také známé jako Anenský plácek.

## Historie
U Újezdských kasáren byla umístěna studna s kovanou mříží ve tvaru vysokého polygonu, která byla vytvořena po roku 1700. Po zboření kasáren, ke kterému došlo roku 1932, měla být kamenná část studny přestěhována do lapidária, ale podle konečného rozhodnutí byla přestěhována na Anenské náměstí.

## Popis
Ve studni na Anenském náměstí není voda. Roubení má oválný tvar, je kamenné s profilovaným horním okrajem. Studna je zakryta kovovými pláty, Pletivový kryt má tvar vysokého polygonu s kopulí, Ve dvou protilehlých stěnách jsou dvířka, na jedné straně s ozdobným zámkem, Nad středem kopule na kovovém prutu je umístěna figura lva z pozlaceného plechu.